# Karekkijärvet (södra)
Karekkijärvet (södra) är en sjö i kommunen Enare i landskapet Lappland i Finland. Sjön ligger 146,9 meter över havet. Arean är 39 hektar och strandlinjen är 5,99 kilometer lång. Sjön  ingår i Pasvik älvs huvudavrinningsområde.   Den ligger omkring 340 kilometer norr om Rovaniemi och omkring 1000 kilometer norr om Helsingfors. 